# Parc transfrontalier du Grand Limpopo
Le parc transfrontalier du Grand Limpopo est une aire protégée transfrontalière qui s'étend sur une superficie totale de 99 800 km2 et englobe le parc national Kruger dans la région de Makuleke en Afrique du Sud, les parcs nationaux Limpopo (anciennement Coutada 16), Zinave et Banhine au Mozambique, ainsi que  le parc national Gonarezhou au Zimbabwe.

## Historique
Le mémorandum d’accord pour la création du « parc de la paix » avait été signé le 10 novembre 2000 sous le sigle « parc transfrontalier Gaza-Kruger-Gonarezhou ». En octobre 2001, le nom, moins pompeux, de « parc transfrontalier du grand Limpopo » a été donné aux zones cœur du territoire.
Lors du cinquième Congrès mondial des parcs tenu en 2003, à Durban, en Afrique du Sud, le Mozambique et le Zimbabwe n'avaient toujours pas signé le traité. Il s'ensuivit de graves dégâts dans les infrastructures du parc. Les animaux ne connaissant pas les frontières trouvèrent leurs anciennes routes de migration.
Ce fut à la date du 4 octobre 2001, que les flux migratoires des animaux purent être contrôlés. 40 premiers, et 3 troupeaux reproducteurs, sur un millier d'éléphants prévus, furent transférés du parc national Kruger, surpeuplé, vers le parc national de Limpopo, qui avait été ravagé durant la guerre.
Le nouveau poste frontière de Giriyondo entre l’Afrique du Sud et le Mozambique a ouvert ses portes en mars 2004.

## Géographie

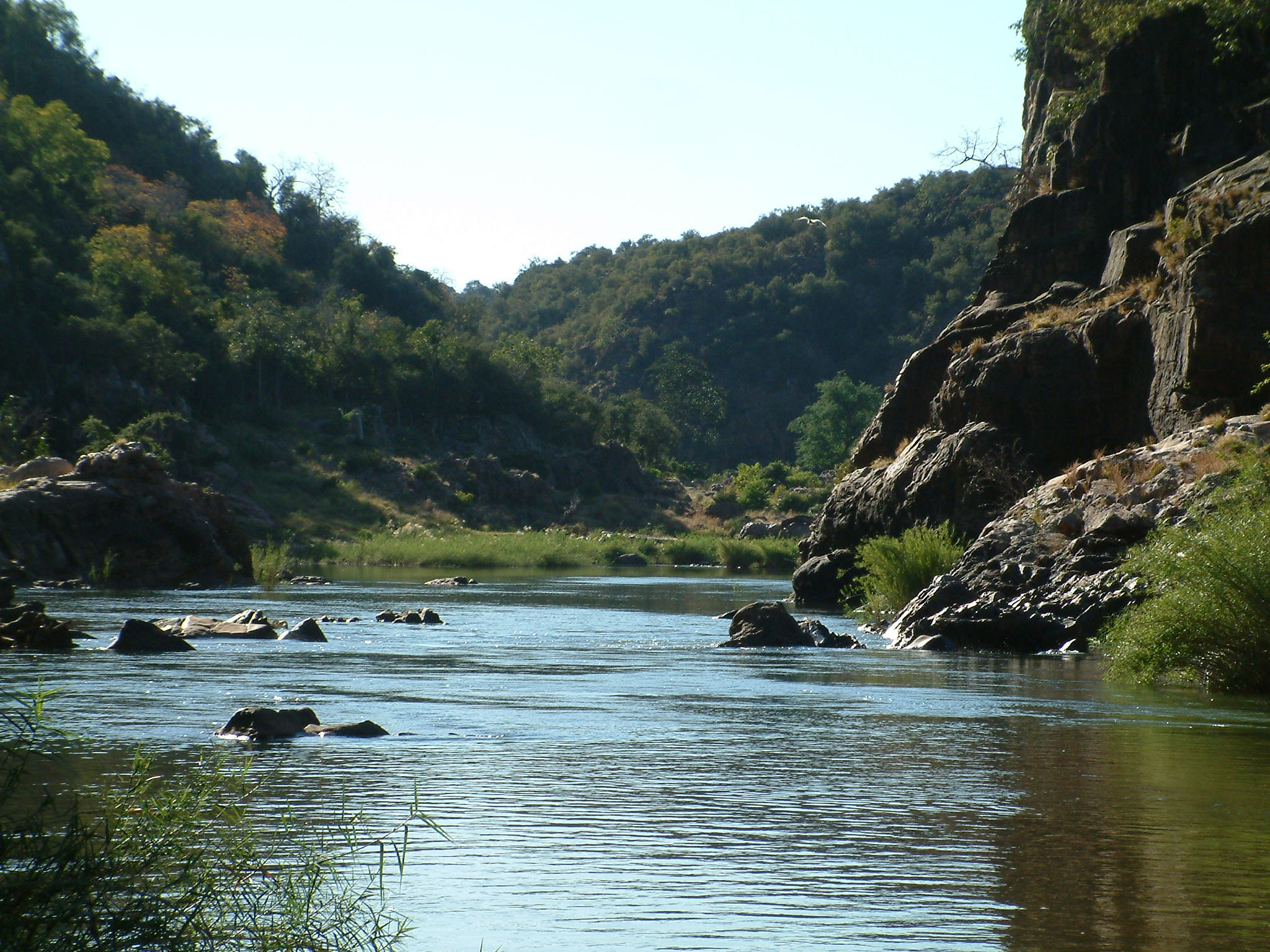
Le grand canyon de la rivière Luvuvhu.

La zone de conservation du grand Limpopo couvre une superficie totale de 99 800 km2, dont 18 989 km2 au Mozambique, 22 000 km2 en Afrique du sud et 12 000 km2 au Zimbabwe.
Ses zones cœur, parcs nationaux déjà existants avant la création de la zone de conservation transfrontalière, sont :
- Le parc national Kruger environ 18 989 km2
- Le parc national du Limpopo (Mozambique) environ 10 000 km2
- Le parc national Banhine (Mozambique) environ 7 000 km2
- Le parc national Zinave (Mozambique)  environ 6 000 km2
- Le parc national Gonarezhou (Zimbabwe) environ 5 053 km2

Il comprend également des réserves de chasse privées, des terres agricoles propriété de l'État et d'autres aires protégées moins importantes :
- La région de Makuleke 240 km2
- La réserve spéciale de Maputo (Mozambique) environ 700 km2
- Le sanctuaire Manjinji Pan (Zimbabwe),
- L'aire du safari Malipati (Zimbabwe),
- L'aire du safari Sengwe (Zimbabwe),

## Biodiversité
À son origine, le parc était un habitat fréquenté par le chien sauvage (Lycaon pictus pictus) du Cap, l'espèce était en voie de disparition, jusqu'à sa réapparition en 2010. Le lien transfrontalier établi entre les parcs nationaux a favorisé ce retour.
Plusieurs fois victime de braconnage en raison de l'importance du nombre d’animaux, le parc reste attractif et captivant pour les touristes qui le fréquentent. Les cinq grands animaux, regroupés sous le vocable Big Five lions, éléphants, léopards, rhinocéros et buffles se trouvent en abondance dans le parc, en compagnie des girafes , hippopotames, zèbres, gnous, guépards et hyène.

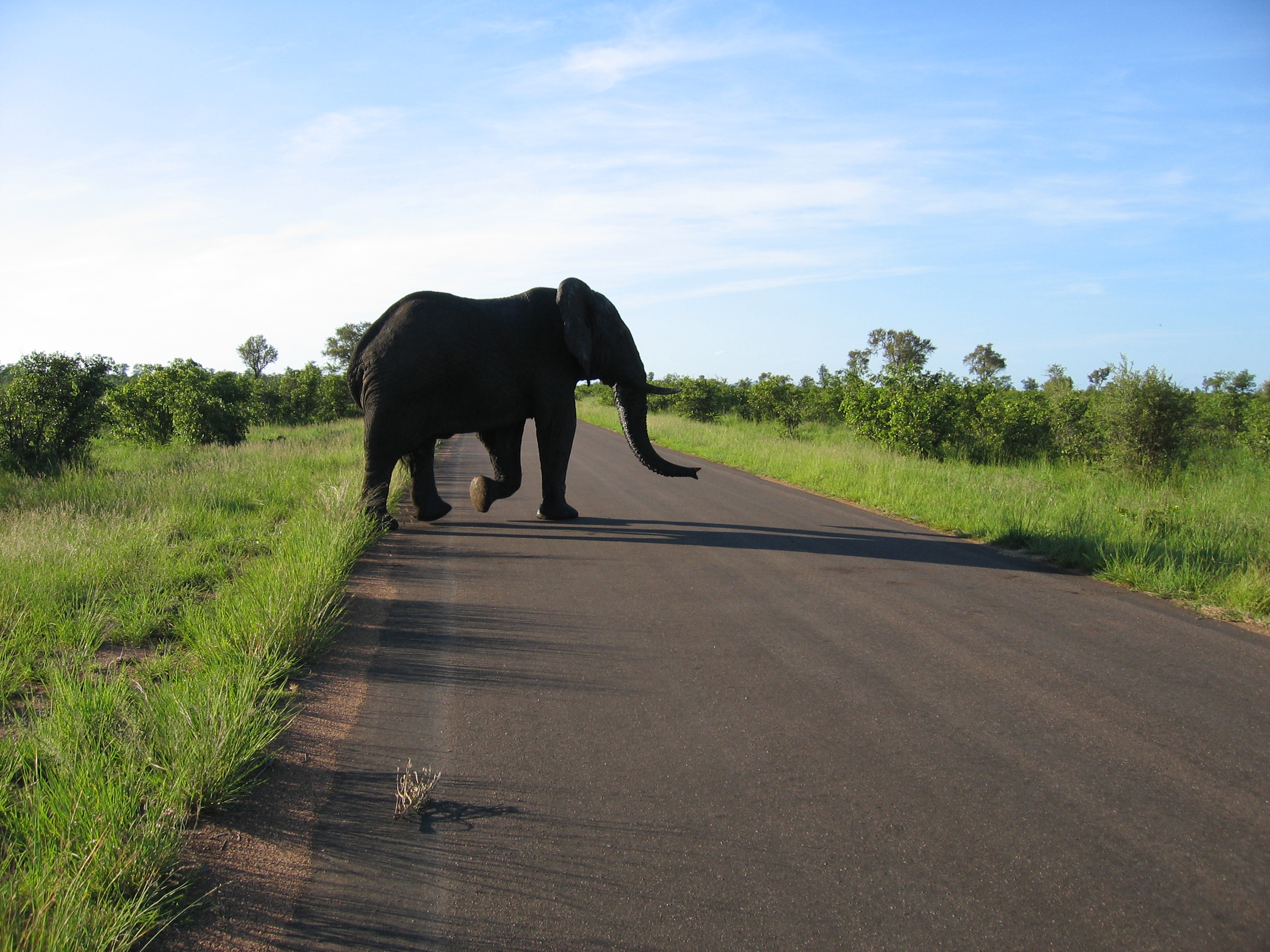
Élephant du parc Kruger.
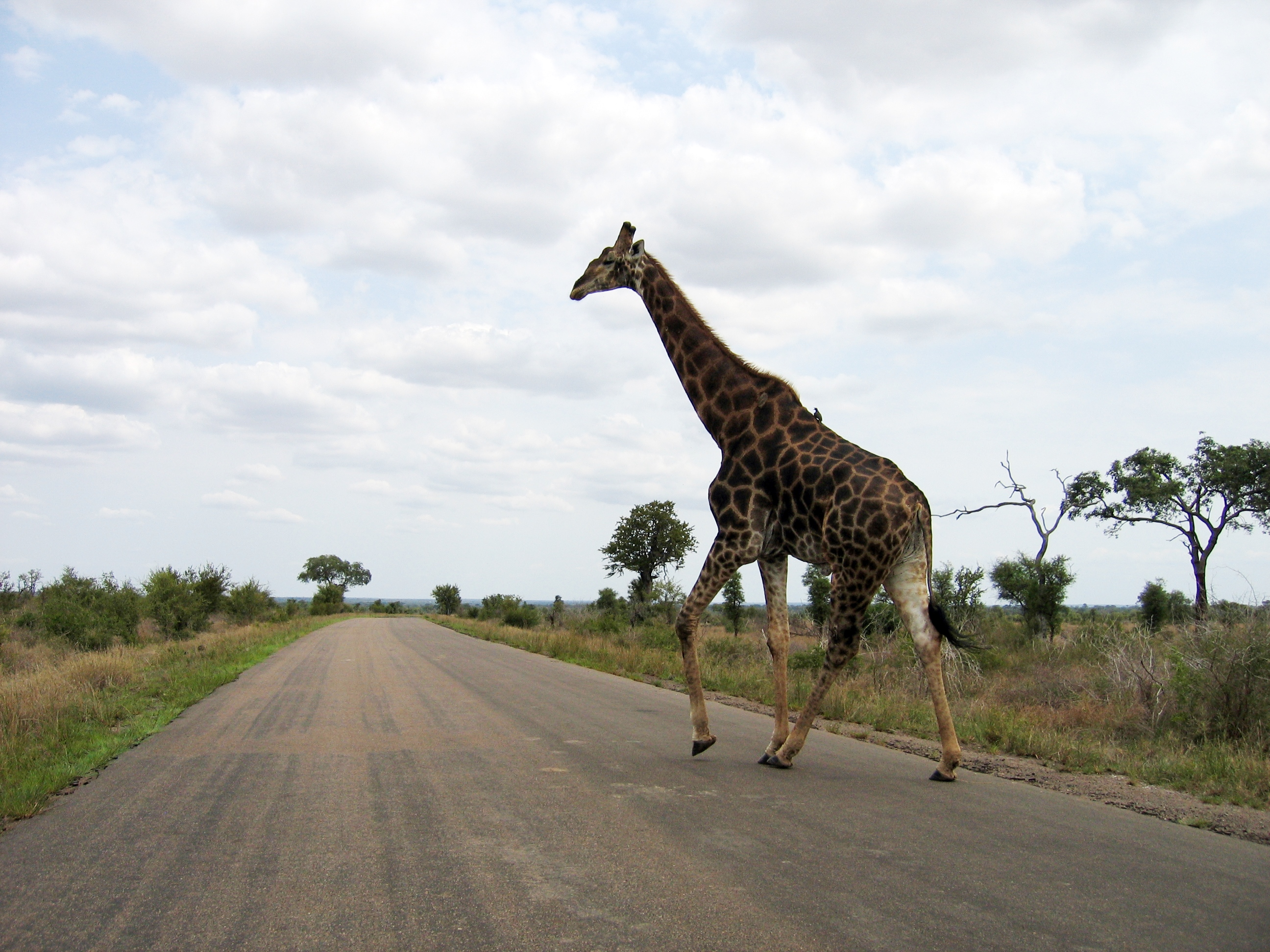
Girafe du parc Kruger.
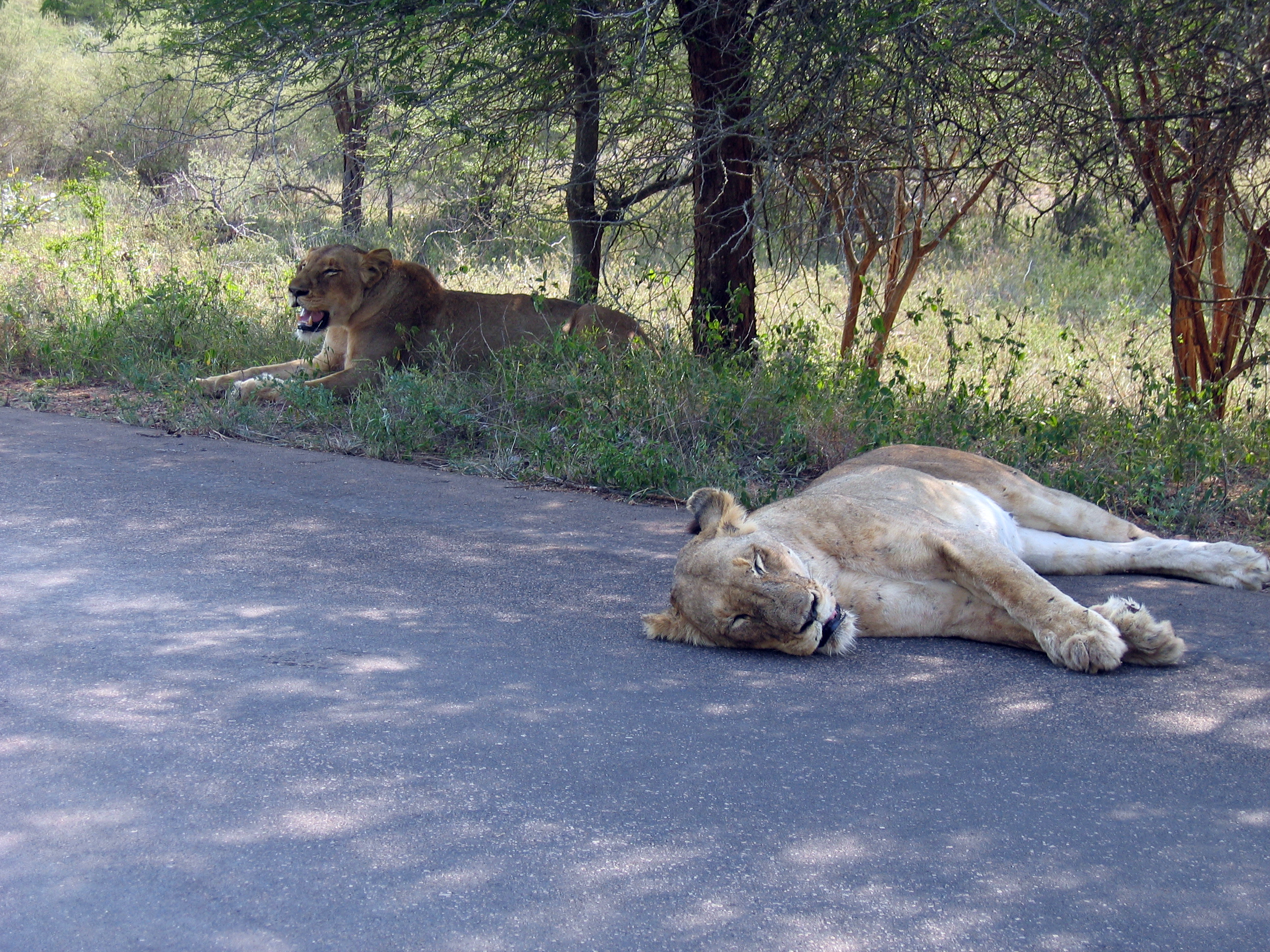
Deux lions du parc Kruger.

## Tourisme

### Hébergement
Concession privée : Machampane Wilderness Camp, camp de tentes de luxe de 10 lits niché sur les rives de la rivière Machampane. Spécialisé dans les safaris à pied.
Deux autres infra-structures sont également disponibles : Aguia Pesqueira Camp, composé de chalets et d'infrastructures de camping, et Albufeira, également composé de chalets et d'installations pour les campeurs.

### Circuits de visite et sentiers de randonnée
- Sentier écologique Shingwedzi 4×4 : sentier 4×4 entièrement autonome. Commence au site de pique-nique de Pafuri dans le parc national Kruger, entre au Mozambique par le poste-frontière de Pafuri et traverse le parc national do Limpopo, le secteur du grand parc transfrontalier du Mozambique situé au Mozambique, dans des bassins et au bord de la rivière.
- Sentier de canoë-kayak Rio Elefantes : descente de trois jours sur le rio Elefantes (rivière Olifants) depuis son confluent avec le Shingwedzi jusqu'à son confluent avec le Limpopo. Camping sauvage au bord de la rivière dans des camps de brousse rustiques. Guidé, entièrement traiteur et porté.
- Sentier de la nature sauvage de Palarangala : trois nuits de camping dans un camp de brousse rustique et des journées consacrées à l'exploration de la nature sauvage préservée, riche en gibier du parc national voisin de Kruger. Guidé et entièrement pris en charge.
- Sentier de randonnée Lebombo : sentier de trois nuits et quatre jours consacré à la randonnée dans la nature vierge et aux observations d'oiseaux et de gibiers. Entièrement pris en charge avec hébergement dans des camps de brousse rustiques. Guidé, entièrement traiteur et porté.
- Sentier de randonnée et de pêche dans la gorge Elefantes: sentier guidé autonome de trois nuits et quatre jours, parcourant le plateau des Lebombos, campant à l’état sauvage et pêchant le tigre sur les rives du barrage de Massingir ; important lieu de reproduction du crocodile du Nil.